# Gary McAllister
Gary McAllister (født 25. december 1964 i Motherwell, Skotland) er en tidligere skotsk fodboldspiller, der spillede som midtbanespiller hos flere skotske og engelske klubber, samt for Skotlands landshold. Af hans klubber kan blandt andet nævnes Motherwell F.C. i hjemlandet, samt Leeds United og Coventry i England.

## Landshold
McAllister spillede i årene mellem 1990 og 1999 57 kampe for Skotlands landshold, hvori han scorede fem mål. Han repræsenterede sit land ved VM i 1990, EM i 1992 samt EM i 1996. Han var i en årrække landsholdets anfører.